# Colombé-la-Fosse
Colombé-la-Fosse település Franciaországban, Aube megyében. Lakosainak száma 163 fő (2022. január 1.). Colombé-la-Fosse Arrentières, Colombé-le-Sec, Engente, Maisons-lès-Soulaines, Saulcy, Thors és Voigny községekkel határos.

## Népesség
A település népességének változása:
| Lakosok száma | 178  | 182  | 195  | 222  | 204  | 196  | 192  | 189  | 181  | 163  |
|               | 1968 | 1982 | 1990 | 2006 | 2013 | 2015 | 2017 | 2019 | 2020 | 2022 |